# SpartanNash
SpartanNash (NASDAQ: SPTN

) er en amerikansk dagligvarekoncern, der er baseret i Byron Center, Michigan. Deres primære forretning er distribution af dagligvarer til koncernejede butikker i 44 delstater. De ejer 142 supermarkeder, som kendes under forskellige brands. Deres årsomsætning er på ca. 10 mia. US $ og der er 17.500 ansatte.